# Dorper

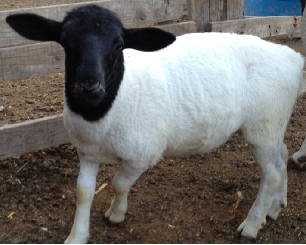
Owca Dorper

Dorper (Ovis Aries) – rasa owiec domowych pochodząca z RPA.
Jest to skrzyżowanie owcy rasy Dorset Horn i Czarnoglowki Perskiej, została opracowana w 1930 roku. Jest owcą, która wykazuje bardzo szybki  przyrost masy i doskonałe rozmieszczenie tkanki tłuszczowej. Dzienny przyrost  masy jagniąt waha się w granicach 250 – 400g. W dorosłym życiu baran osiąga wagę około 85 – 120 kg a owca 60 -80kg.
Produkuje krótką, lekką wełnę, która jest samoistnie zrzucana późną wiosna i latem. Bardzo ceniona jest również gruba skóra dorpera.
Samice tej rasy wykazują wysoką płodność. Młode rodzą się bardzo małe, ale zaraz po urodzeniu są bardzo ruchliwe, a wskaźnik przeżyć jest wysoki. Cykl rui nie jest sezonowy, więc jest możliwa produkcja jagniąt przez cały rok.
Owce dorper dobrze rozwijają się zarówno w klimacie suchym jak i umiarkowanym przy minimalnej ilości opadów. Radzą sobie zarówno w warunkach umiarkowanego żywienia jak i przy intensywnym tuczu.
Z wyglądu zewnętrznego owce rasy Dorper można rozpoznać po charakterystycznej czarnej głowie. Zdarzają się również dorpery całe białe, ale około 85% hodowanych dorperów to owce z czarnymi głowami.